# جرج روبلدو
جرج روبلدو (انگلیسی: George Robledo; ۱۴ آوریل ۱۹۲۶ – ۱ آوریل ۱۹۸۹) بازیکن فوتبال اهل شیلی بود.
از باشگاه‌هایی که در آن بازی کرده‌است می‌توان به باشگاه فوتبال کولو-کولو، باشگاه فوتبال نیوکاسل یونایتد، و باشگاه فوتبال بارنزلی اشاره کرد.
وی همچنین در تیم ملی فوتبال شیلی بازی کرده‌است.